# Eva Marie Saint
Eva Marie Saint (Newark, 4 luglio 1924) è un'attrice statunitense.
È la più anziana fra gli attori vincitori di Premio Oscar ancora in vita. 

## Biografia

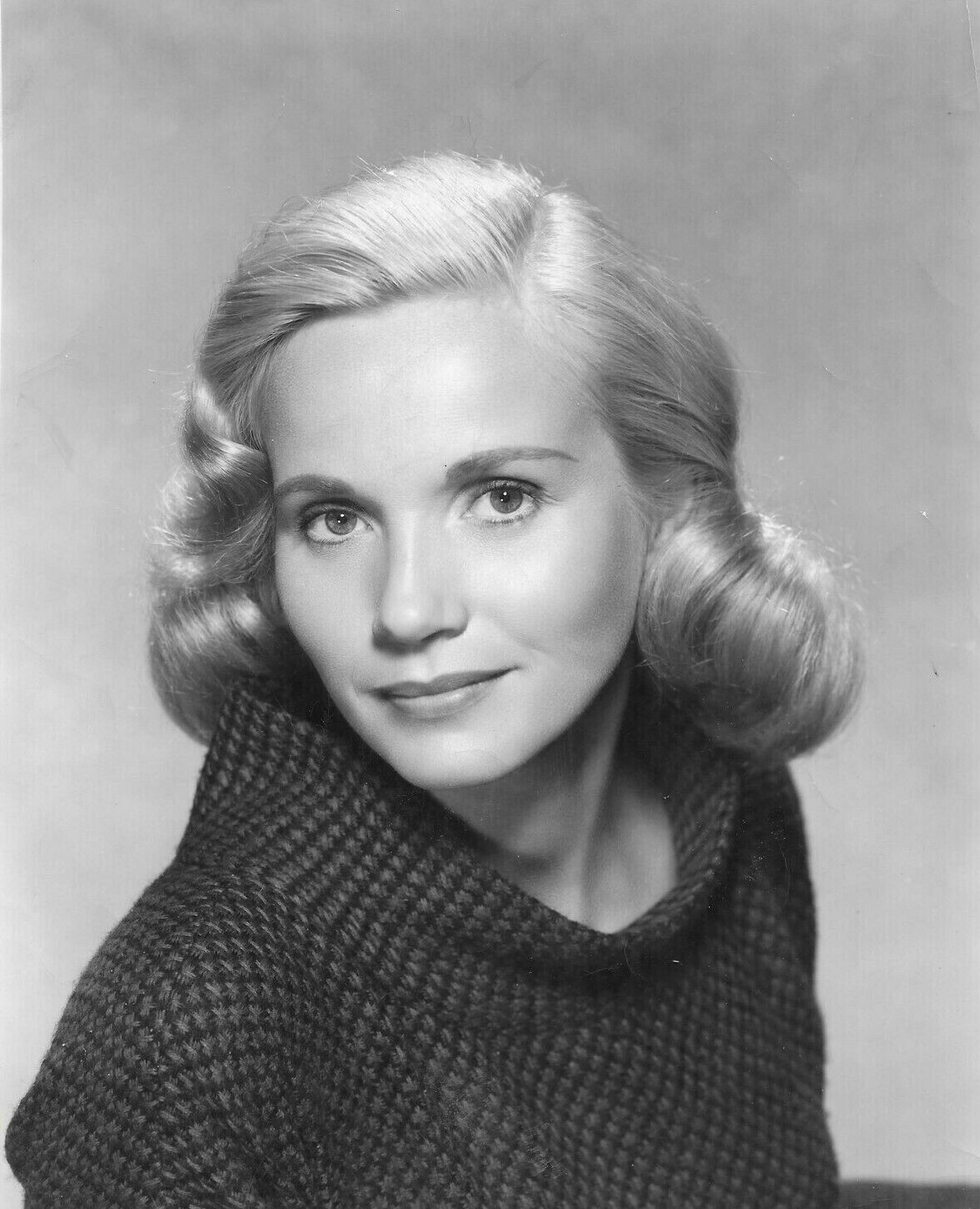
Eva Marie Saint nel 1951

Nata a Newark, nel New Jersey, da Eva Marie Rice e John Merle Saint, studiò recitazione alla Bowling Green State University. Dopo aver terminato gli studi, lavorò per qualche tempo in radio e alla televisione, prima di recitare in Fronte del porto (1954) di Elia Kazan, con Marlon Brando, per cui vinse nel 1955 l'Oscar come migliore attrice non protagonista. L'attrice apparve successivamente in L'albero della vita (1957) di Edward Dmytryk, accanto a Elizabeth Taylor e Montgomery Clift, e Un cappello pieno di pioggia (1957) di Fred Zinnemann, con Anthony Franciosa e Don Murray. Nel 1959 affiancò Cary Grant e James Mason in Intrigo internazionale, uno dei massimi capolavori di Alfred Hitchcock, che si impose per farla subentrare a Cyd Charisse, inizialmente scelta dalla casa produttrice MGM. 
In seguito la Saint modificò in parte l'immagine sofisticata con cui apparve nel film di Hitchcock, e partecipò a film di vario genere per i quali ottenne il consenso della critica per la sua versatilità e le ottime capacità di interprete, anche in ruoli non di protagonista assoluta. Tra questi si segnalano Exodus (1960) di Otto Preminger, in coppia con Paul Newman, E il vento disperse la nebbia (1962) di John Frankenheimer, accanto a Warren Beatty, all'epoca giovane attore in ascesa, Castelli di sabbia (1965) di Vincente Minnelli, accanto a Richard Burton ed ancora Elizabeth Taylor, Arrivano i russi, arrivano i russi (1966) di Norman Jewison, in coppia con Carl Reiner, e Grand Prix (1966) di John Frankenheimer, al fianco di star internazionali come James Garner, Yves Montand e Toshirō Mifune. Verso la fine degli anni sessanta, inusuali e particolarmente lodate furono le sue interpretazioni in La notte dell'agguato (1968) di Robert Mulligan e Loving - Gioco crudele (1970) di Irvin Kershner, ove recitò rispettivamente con Gregory Peck e George Segal. Dopo il film Prenotazione annullata (1972) di Paul Bogart, ove ritrovò Bob Hope, già suo partner nella commedia Quel certo non so che (1956) di Melvin Frank e Norman Panama, lasciò il cinema per vari anni. 
Molto attiva anche nelle produzioni televisive, cui aveva preso parte sin dall'inizio della carriera, la Saint viene ricordata soprattutto per il ruolo dell'energica Kate Macahan nella miniserie Alla conquista del West, prodotta dalla ABC tra il 1977 e il 1979 e che ebbe un grande successo internazionale; per questa interpretazione l'attrice fu candidata agli Emmy Awards nel 1977.
Fece ritorno sul grande schermo nel 1986 con la commedia Niente in comune di Garry Marshall, nel ruolo della madre di Tom Hanks. Apparve in seguito in Sognando l'Africa (2000) di Hugh Hudson, con Kim Basinger, e in Non bussare alla mia porta (2005) di Wim Wenders, dove interpretò la madre di Sam Shepard. Ultraottantenne, la Saint ha interpretato il ruolo di Martha Kent, la madre adottiva di Superman, in Superman Returns (2006) di Bryan Singer. Nel 2014, a 90 anni di età, ha recitato nel film Storia d'inverno di Akiva Goldsman, con protagonista Colin Farrell.

## Vita privata
Nel 1951 la Saint ha sposato il regista e produttore Jeffrey Hayden (morto nel 2016), dal quale ha avuto due figli.

## Filmografia

### Cinema

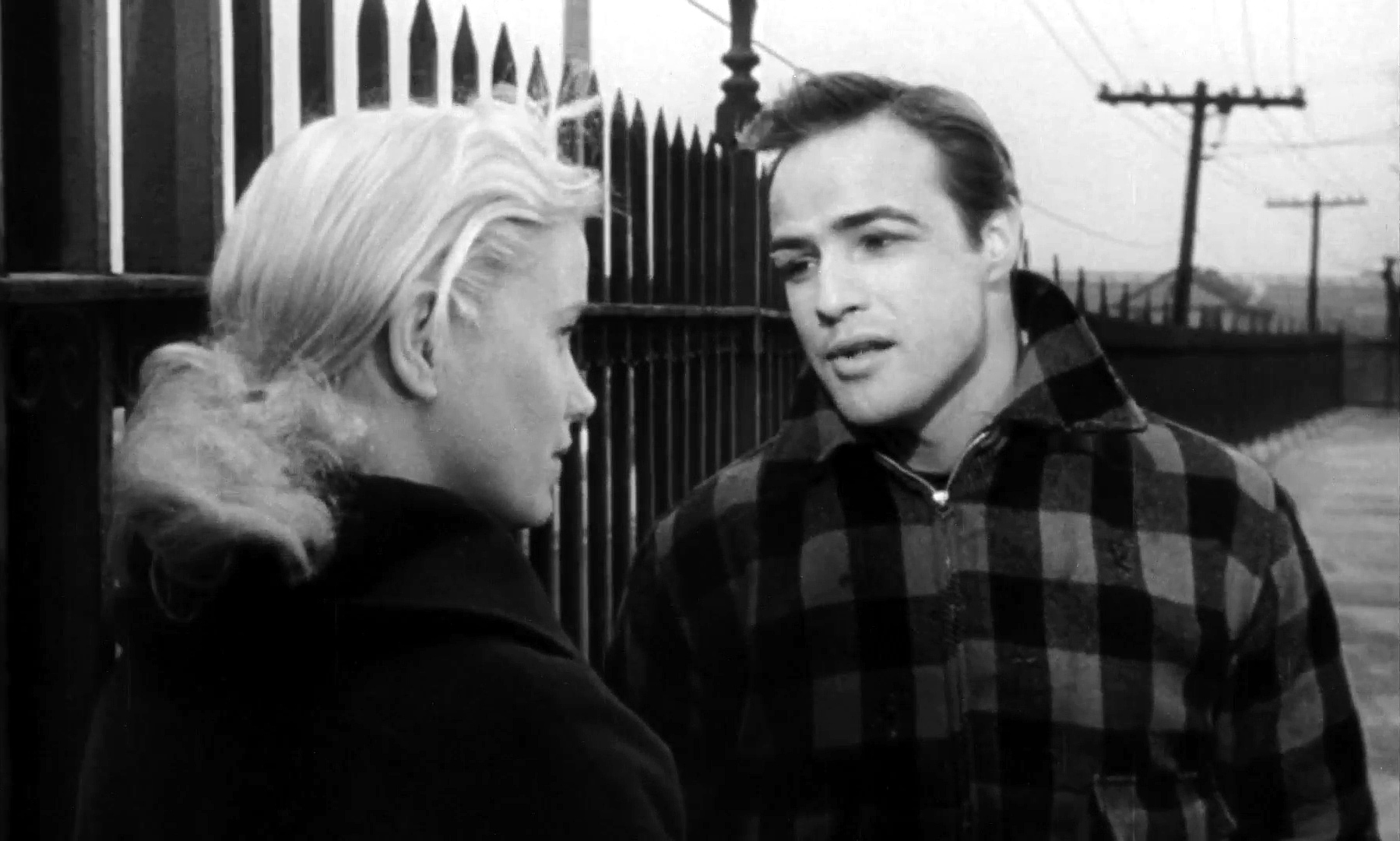
Eva Marie Saint con Marlon Brando in Fronte del porto di Elia Kazan (1954)

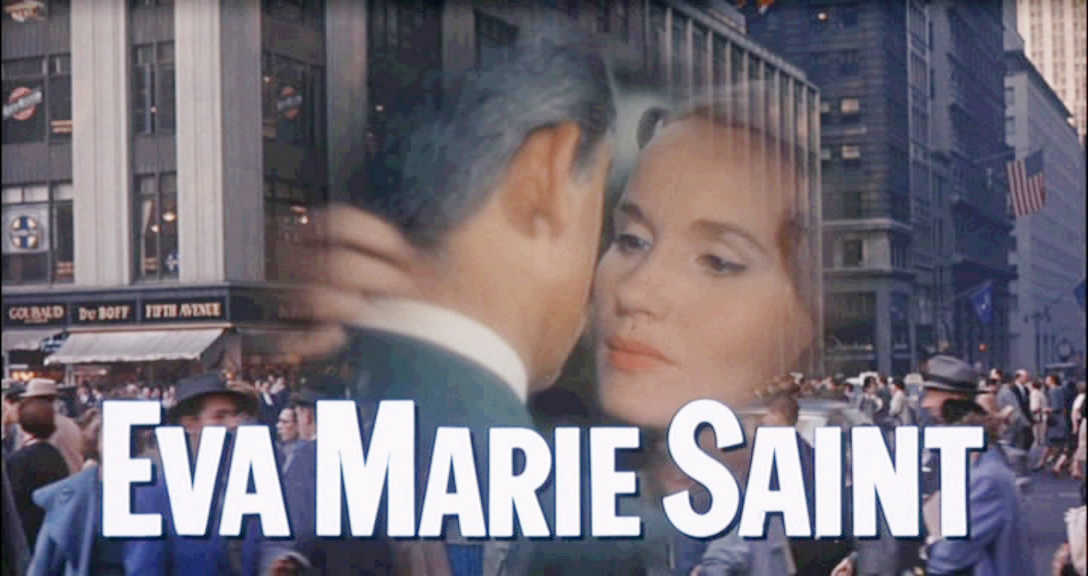
Eva Marie Saint nel trailer di Intrigo internazionale di Alfred Hitchcock (1959)

- This Is the Life, regia di Catherine Duncan – cortometraggio (1947)
- Fronte del porto (On the Waterfront), regia di Elia Kazan (1954)
- Quel certo non so che (That Certain Feeling), regia di Melvin Frank e Norman Panama (1956)
- Un cappello pieno di pioggia (A Hatful of Rain), regia di Fred Zinnemann (1957)
- L'albero della vita (Raintree County), regia di Edward Dmytryk (1957)
- Intrigo internazionale (North by Northwest), regia di Alfred Hitchcock (1959)
- Exodus, regia di Otto Preminger (1960)
- E il vento disperse la nebbia (All Fall Down), regia di John Frankenheimer (1962)
- Le ultime 36 ore (36 Hours), regia di George Seaton (1964)
- Castelli di sabbia (The Sandpiper), regia di Vincente Minnelli (1965)
- Arrivano i russi, arrivano i russi (The Russians Are Coming the Russians Are Coming), regia di Norman Jewison (1966)
- Grand Prix, regia di John Frankenheimer (1966)
- La notte dell'agguato (The Stalking Moon), di Robert Mulligan (1968)
- Loving - Gioco crudele (Loving), regia di Irvin Kershner (1970)
- Prenotazione annullata, regia di Paul Bogart (1972)
- Niente in comune (Nothing in Common), regia di Garry Marshall (1986)
- Mariette in Ecstasy, regia di John Bailey (1996)
- Time to Say Goodbye?, regia di David Hugh Jones (1997)
- Sognando l'Africa (I Dreamed of Africa), regia di Hugh Hudson (2000)
- Il mio amico a quattro zampe (Because of Winn-Dixie), regia di Wayne Wang (2005)
- Non bussare alla mia porta (Don't Come Knocking), regia di Wim Wenders (2005)
- Superman Returns, regia di Bryan Singer (2006)
- Storia d'inverno (Winter's Tale), regia di Akiva Goldsman (2014)

### Televisione
- A Christmas Carol, regia di James Caddigan – film TV (1947)
- Lights Out – serie TV, episodio 2x02 (1949)
- Versatile Varieties – serie TV (1949)
- Suspense – serie TV, 1 episodio (1949)
- One Man's Family – serie TV (1949)
- Actor's Studio – serie TV, 3 episodi (1949-1950)
- The Clock – serie TV, 2 episodi (1949-1950)
- The Prudential Family Playhouse – serie TV, 2 episodi (1950)
- Cavalcade of Stars – serie TV, 1 episodio (1951)
- Man Against Crime – serie TV, 1 episodio (1953)
- The Trip to Bountiful, regia di Vincent J. Donehue – film TV (1953)
- ABC Album – serie TV, 1 episodio (1953)
- The Web – serie TV, 2 episodi (1953)
- Eye Witness – serie TV, 1 episodio (1953)
- Martin Kane, Private Eye – serie TV, 1 episodio (1953)
- Studio One – serie TV, 3 episodi (1949-1953)
- The Revlon Mirror Theater – serie TV, 1 episodio (1953)
- Kraft Television Theatre – serie TV, 1 episodio (1954)
- Goodyear Television Playhouse – serie TV, 2 episodi (1953-1954)
- The Philco Television Playhouse – serie TV, 4 episodi (1953-1954)
- Omnibus – serie TV, 1 episodio (1954)
- General Electric Theater – serie TV, episodio 3x10 (1954)
- Producers' Showcase – serie TV, 2 episodi (1955)
- Polvere di stelle (Bob Hope Presents the Chrysler Theatre) – serie TV, 1 episodio (1964)
- Canto per un altro Natale (A Carol for Another Christmas), regia di Joseph L. Mankiewicz – film TV (1964)
- The First Woman President, regia di Delbert Mann – film TV (1974)
- Alla conquista del West (How the West Was Won) – serie TV, 4 episodi (1976-1977)
- The Fatal Weakness, regia di Norman Lloyd – film TV (1977)
- Taxi!!, regia di Joseph Hardy – film TV (1978)
- Un Natale da ricordare (A Christmas to Remember), regia di George Englund – film TV (1978)
- Un posto per l'inferno (When Hell Was in Session), regia di Paul Krasny – film TV (1979)
- Il segreto di Tutankamen (The Curse of King Tut's Tomb), regia di Philip Leacock – film TV (1980)
- The Best Little Girl in the World, regia di Sam O'Steen – film TV (1981)
- Splendore nell'erba (Splendor in the Grass), regia di Richard Sarafian – film TV (1981)
- Malibu, regia di E.W. Swackhamer – miniserie TV (1983)
- Love Boat (The Love Boat) – serie TV, 2 episodi (1983)
- Jane Doe, regia di Ivan Nagy – film TV (1983)
- Una luce nel buio (Love Leads the Way: A True Story), regia di Delbert Mann – film TV (1984)
- Giustizia sarà fatta (Fatal Vision), regia di David Greene – miniserie TV (1984)
- Gli ultimi giorni di Patton (The Last Days of Patton), regia di Delbert Mann – film TV (1986)
- Un anno nella vita (A Year in the Life), regia di Thomas Carter – miniserie TV (1986)
- Norman Rockwell – Lontano da casa (Breaking Home Ties), regia di John Wilder – film TV (1987)
- Moonlighting – serie TV, 6 episodi (1986-1988)
- American Masters – serie TV, 1 episodio (1988)
- Tornerò a Natale (I'll Be Home for Christmas), regia di Marvin J. Chomsky – film TV (1988)
- L'Achille Lauro - Viaggio nel terrore (Voyage of Terror: The Achille Lauro Affair), regia di Alberto Negrin – miniserie TV (1990)
- Vendicherò mia figlia (People Like Us), regia di William Hale – miniserie TV (1990)
- Danielle Steel - Palomino (Danielle Steel's Palomino), regia di Michael Miller – film TV (1991)
- In compagnia dell'assassino (Kiss of a Killer), regia di Larry Elikann – film TV (1993)
- My Antonia, regia di Joseph Sargent – film TV (1995)
- Per amore di Jimmy (After Jimmy), regia di Glenn Jordan – film TV (1996)
- Titanic, regia di Robert Lieberman – miniserie TV (1996)
- Un amore lungo una vita (Time to Say Goodbye?), regia di David Hugh Jones – film TV (1997)
- Frasier – serie TV, 1 episodio (1999)
- Jackie's Back!, regia di Robert Townsend – film TV (1999)
- Gli angeli di papà (Papa's Angels), regia di Dwight H. Little – film TV (2000)
- Casa dolce casa (Open House), regia di Arvin Brown – film TV (2003)
- La leggenda di Korra (The Legend of Korra) – serie TV, 5 episodi (2012-2014)

## Riconoscimenti
- Premio Oscar
  - 1955 – Migliore attrice non protagonista per Fronte del porto

- Golden Globe
  - 1958 – Candidatura alla miglior attrice in un film drammatico per Un cappello pieno di pioggia

- BAFTA
  - 1955 – Candidatura alla  migliore attrice debuttante per Fronte del porto
  - 1957 – Candidatura alla migliore attrice protagonista straniera per Un cappello pieno di pioggia

- Hollywood Walk of Fame
  - 1960 – Stella

- Premio Emmy
  - 1955 – Candidatura alla miglior attrice protagonista in un singolo episodio di uno show o di una serie televisiva per The Philco Television Playhouse, episodio 2x02
  - 1956 – Candidatura alla miglior attrice protagonista in un singolo episodio di uno show o di una serie televisiva per Producers' Showcase, episodio 7x01
  - 1977 – Candidatura alla miglior attrice protagonista di film televisivi e/o miniserie per Alla conquista del West

## Doppiatrici italiane
Nelle versioni in italiano dei suoi film, Eva Marie Saint è stata doppiata da:
- Rita Savagnone in L'albero della vita, Intrigo internazionale, Grand Prix
- Lorenza Biella in La notte dell'agguato, Il mio amico a quattro zampe, Non bussare alla mia porta
- Fiorella Betti in E il vento disperse la nebbia, Le ultime 36 ore
- Alba Cardilli in Giustizia sarà fatta, Un amore lungo una vita
- Melina Martello in Superman Returns, Storia d'inverno
- Andreina Pagnani in Fronte del porto
- Rina Morelli in Quel certo non so che
- Micaela Giustiniani in Un cappello pieno di pioggia
- Maria Pia Di Meo in Exodus
- Valeria Valeri in Castelli di sabbia
- Rosetta Calavetta in Arrivano i russi, arrivano i russi
- Vittoria Febbi in Alla conquista del West
- Flaminia Jandolo in Una luce nel buio
- Paila Pavese in L'Achille Lauro - Viaggio nel terrore
- Mirella Pace in Danielle Steel - Palomino
- Marzia Ubaldi in In compagnia dell'assassino
- Noemi Gifuni in Titanic
- Miranda Bonansea in Sognando l'Africa